# Термодинамическая бета
В статистической термодинамике термодинамическая бета, также известная как холодность, является величиной, обратной термодинамической температуре системы:{\displaystyle \beta ={\frac {1}{k_{\rm {B}}T}}} (где T — температура, а kB — постоянная Больцмана).
Термодинамическая бета имеет размерность, обратную энергии (в единицах СИ, обратный джоуль, {\displaystyle [\beta ]={\textrm {J}}^{-1}}). В нетепловых единицах её также можно измерять в байтах на джоуль или, что удобнее, в гигабайтах на наноджоуль; 1 K−1 эквивалентен примерно 13 062 гигабайтам на наноджоуль; при комнатной температуре: T = 300 K, β ≈ 44 ГБ/нДж ≈ 39 эВ−1 ≈ 2,4⋅1020 Дж−1. Коэффициент преобразования: 1 ГБ/нДж = {\displaystyle 8\ln 2\times 10^{18}} Дж−1.

## Описание
Термодинамическая бета, по сути, является связующим звеном между теорией информации и статистической механикой в интерпретации физической системы через её энтропию и термодинамикой, связанной с её энергией. Она выражает реакцию энтропии на увеличение энергии. Если к системе добавляется небольшое количество энергии, то β описывает степень рандомизации системы.
Через статистическое определение температуры как функции энтропии, функцию холодности можно вычислить в микроканоническом ансамбле по формуле
{\displaystyle \beta ={\frac {1}{k_{\rm {B}}T}}\,={\frac {1}{k_{\rm {B}}}}\left({\frac {\partial S}{\partial E}}\right)_{V,N}}
(т. е. частная производная энтропии S по энергии E при постоянном объёме V и числе частиц N).

### Преимущества
Хотя β полностью эквивалентна температуре по концептуальному содержанию, она обычно считается более фундаментальной величиной, чем температура, из-за явления отрицательной температуры, при котором β непрерывна при переходе через ноль, в то время как T имеет сингулярность.
Кроме того, у β есть преимущество в том, что её причинно-следственную связь легче понять: если к системе добавляется небольшое количество тепла, β представляет собой увеличение энтропии, делённое на увеличение тепла. Температуру сложно интерпретировать в том же смысле, так как невозможно "добавить энтропию" к системе иначе, как косвенно, изменяя другие величины, такие как температура, объём или число частиц.

## Статистическая интерпретация
С точки зрения статистики, β — это числовая величина, связывающая две макроскопические системы в равновесии. Точная формулировка следующая. Рассмотрим две системы, 1 и 2, находящиеся в тепловом контакте, с соответствующими энергиями E1 и E2. Предположим, что E1 + E2 = некоторая постоянная E. Количество микросостояний каждой системы обозначим Ω1 и Ω2. В рамках наших предположений Ωi зависит только от Ei. Мы также предполагаем, что любое микросостояние системы 1, совместимое с E1, может сосуществовать с любым микросостоянием системы 2, совместимым с E2. Таким образом, количество микросостояний для объединённой системы равно
{\displaystyle \Omega =\Omega _{1}(E_{1})\Omega _{2}(E_{2})=\Omega _{1}(E_{1})\Omega _{2}(E-E_{1}).\,}
Мы выведем β из основного постулата статистической механики:
Когда объединённая система достигает равновесия, число Ω максимизируется.
(Другими словами, система естественным образом стремится к максимальному числу микросостояний.) Следовательно, в равновесии:
{\displaystyle {\frac {d}{dE_{1}}}\Omega =\Omega _{2}(E_{2}){\frac {d}{dE_{1}}}\Omega _{1}(E_{1})+\Omega _{1}(E_{1}){\frac {d}{dE_{2}}}\Omega _{2}(E_{2})\cdot {\frac {dE_{2}}{dE_{1}}}=0.}
Но E1 + E2 = E подразумевает
{\displaystyle {\frac {dE_{2}}{dE_{1}}}=-1.}
Так что
{\displaystyle \Omega _{2}(E_{2}){\frac {d}{dE_{1}}}\Omega _{1}(E_{1})-\Omega _{1}(E_{1}){\frac {d}{dE_{2}}}\Omega _{2}(E_{2})=0}
т. е.
{\displaystyle {\frac {d}{dE_{1}}}\ln \Omega _{1}={\frac {d}{dE_{2}}}\ln \Omega _{2}\quad {\mbox{в равновесии.}}}
Вышеприведённое соотношение мотивирует определение β:
{\displaystyle \beta ={\frac {d\ln \Omega }{dE}}.}

## Связь статистической и термодинамической интерпретаций
Когда две системы находятся в равновесии, они имеют одинаковую термодинамическую температуру T. Поэтому интуитивно можно ожидать, что β (определённая через микросостояния) каким-то образом связана с T. Эта связь обеспечивается основным постулатом Больцмана, записанным как
{\displaystyle S=k_{\rm {B}}\ln \Omega ,}
где kB — постоянная Больцмана, S — классическая термодинамическая энтропия, а Ω — число микросостояний. Таким образом,
{\displaystyle d\ln \Omega ={\frac {1}{k_{\rm {B}}}}dS.}
Подставляя в определение β из статистического определения выше, получаем
{\displaystyle \beta ={\frac {1}{k_{\rm {B}}}}{\frac {dS}{dE}}.}
Сравнивая с термодинамической формулой
{\displaystyle {\frac {dS}{dE}}={\frac {1}{T}},}
имеем
{\displaystyle \beta ={\frac {1}{k_{\rm {B}}T}}={\frac {1}{\tau }}}
где {\displaystyle \tau } называется фундаментальной температурой системы и имеет размерность энергии.

## История
Термодинамическая бета была первоначально введена в 1971 году (как Kältefunktion «функция холодности») Инго Мюллером, одним из сторонников школы мысли рациональной термодинамики, на основе более ранних предложений о функции «обратной температуры».